# Gare d’Albens
Gare d’Albens vasútállomás Franciaországban, Albens településen.

## Vasútvonalak
Az állomást az alábbi vasútvonalak érintik:
- Aix-les-Bains-Annemasse-vasútvonal

## Kapcsolódó állomások
A vasútállomáshoz az alábbi állomások vannak a legközelebb:
- Gare de Grésy-sur-Aix
- Gare de Rumilly
- Gare de Bloye (–1993)